# Koncilski odlok
Koncilski odlok je določba, dekret, ki ga izda ekumenski koncil oziroma vesoljni cerkveni zbor. Redno tak odlok podpiše papež. V primeru Konstanškega koncila - ko so vladali Cerkvi trije papeži, pa je koncil v izrednih razmerah izdal sam odloka Sacrosancta 1415 in Frequens; prvega, da ima koncil oblast nad papežem, da bi dosegel odstop vseh treh papežev in izvolitev novega, kar se mu je tudi posrečilo z izvolitvijo papeža Martina V. Drugi odlok - ki je v osnovi določal, da naj bodo koncili vsakih 10 let - pa je ostal bolj ali manj črka na papirju; kljub iskrenim poskusom papežev se je zapletlo že takoj na začetku; pozneje so papeži sklicevali koncile še bolj redko, niti vsakih sto let ne.